# Ferrari 365 GTS
Ferrari 365 GTS – samochód sportowy produkowany przez włoską firmę Ferrari i produkowany w latach 1969−1973. Wyposażony był on w nadwozie typu coupé. Samochód był napędzany przez silnik V12 o pojemności 4,4 l. Wyprodukowano łącznie 121 egzemplarzy tego modelu. 

## Dane techniczne
- Silnik: V12 4,4 l (4390 cm³)[1]
- Układ zasilania: b.d.
- Średnica × skok tłoka: b.d.
- Stopień sprężania: b.d.
- Moc maksymalna: 352 KM (258 kW)[1]
- Maksymalny moment obrotowy: b.d.
- Prędkość maksymalna: b.d.